# Taśmy Oleksego
Taśmy Oleksego – stenogram i nagranie prywatnej rozmowy pomiędzy Józefem Oleksym i Aleksandrem Gudzowatym, która odbyła się 14 września 2006 roku w biurze Bartimpexu przy Alei Szucha. Rozmowę nagrała ochrona Gudzowatego (jej szefem był Marcin Kossek).

## Tło
Jest to zapis jednego z nagrań rozmów, jakie Aleksander Gudzowaty przeprowadzał z prominentnymi postaciami polskiego życia politycznego, w celu wyjaśnienia inspiratorów kierowanych przeciwko niemu gróźb pozbawienia życia i próby porwania jego syna Tomasza Gudzowatego.

## Treść nagrania
Oleksy podczas prywatnego, towarzyskiego spotkania z A. Gudzowatym zarzucał byłemu prezydentowi Aleksandrowi Kwaśniewskiemu, iż w sposób nielegalny uzyskał on składniki swojego majątku i nie będzie w stanie wyjaśnić źródeł jego pochodzenia. Markowi Borowskiemu zarzucił fałszowanie wydatków na kampanię wyborczą SdPL. Wypowiadał się także negatywnie o innych postaciach lewicy, między innymi o Wojciechu Olejniczaku, Jerzym Szmajdzińskim z SLD. Rozmowa obfitowała w wulgaryzmy. Przysłuchiwał się jej i brał w niej znikomy udział Jan Bisztyga, były oficer wywiadu PRL.

## Spekulacje na temat przyczyn
Zdaniem szefa ochrony A. Gudzowatego, Marcina Kosska, za kulisami taśm Oleksego stoją gazowe targi między Gudzowatym a politykami poprzednich rządów. Kossek nazwał tę grupę organizacją przestępczą i stwierdził, że reprezentuje ona agenturalne i gazowe interesy Rosji w Polsce. Grupa miała naciskać na biznesmena, by sprzedał Rosji swoje udziały w Europolgazie – spółce, do której należy polski odcinek gazociągu jamalskiego.
Józef Oleksy został nagrany, bo według ochrony Gudzowatego miał być emisariuszem wrogich sił. Miał za zadanie „ostrzec” Gudzowatego przed atakami na lewicę oraz poznać „haki” biznesmena
O:Ja cię przyszedłem ostrzec, żebyś cyzelował precyzyjnie przekaz publiczny.
G:Nie wiedziałem, że jesteś instrumentem w rękach służb.

## Drugie nagranie
2 października Oleksy ponownie udał się do biura Gudzowatego, ponieważ został poinformowany o wcześniej nagranych taśmach. Biznesmen przekonywał, że nic nie wie o tych nagraniach.

## Reakcje
Oleksy wycofał się ze wszystkich stwierdzeń oraz publicznie za nie przeprosił oraz zapowiedział podanie Gudzowatego do sądu za podsłuch bez swojej zgody. Został także zawieszony na 3 miesiące w SLD. 29 marca 2007 Oleksy złożył swoją legitymację partyjną.
Opublikowanie taśm przez tygodnik Wprost 21 marca 2007 i Dziennik 22 marca 2007, które przekazano także prokuraturze i Agencji Bezpieczeństwa Wewnętrznego, spowodowało liczne komentarze polityków lewicy, przedstawicieli rządu oraz Rzecznika Praw Obywatelskich.
- Prezydent Lech Kaczyński uważał, że zawsze widział mentalną różnicę między prawicą a lewicą. Nie odniósł się jednak bezpośrednio do tych taśm[9].
- Aleksander Kwaśniewski nazwał Oleksego kretynem i zdrajcą[10].
- Zbigniew Ziobro (ówczesny minister sprawiedliwości) uznał za wysoce prawdopodobne wszczęcie osobnego śledztwa w sprawie informacji zawartych w upublicznionej rozmowie[11].
- Przemysław Gosiewski (szef Komitetu Stałego Rady Ministrów): relacjonowane w mediach słowa Józefa Oleksego, mogą być bardzo bliskie stanowi faktycznemu[12].
- Wojciech Olejniczak (przewodniczący SLD): „w SLD nie ma miejsca dla środowiska, które reprezentuje Oleksy”, „nie ma powrotu dla tych, którzy byli”[13].
- Jerzy Urban stwierdził, że wiarygodność tego, co mówi Oleksy jest nikła; uzasadnił to tym, że Oleksy to człowiek rozgoryczony, nienawidzący wszystkich, nieodpowiedzialny za słowa. On rzuca różne oskarżenia, nie precyzując ani skąd wie, ani jak[14].
- Marek Borowski zapowiedział skierowanie sprawy na drogę postępowania sądowego[15].
- Janusz Kochanowski (rzecznik praw obywatelskich) uznał, iż mogły zostać naruszone prawa Józefa Oleksego do prywatności[16].
- Aleksander Gudzowaty uważał, że Kwaśniewski kierował się swoimi rządami tylko chęcią utrzymania władzy. Nie był reformatorem i jego jedynym zadaniem było istnienie na scenie politycznej, dalszy udział we władzy[17].
- Julia Pitera (PO) porównała zachowanie Oleksego do afery Rywina[18].
- Tadeusz Cymański (PiS) uważał, że taśma jest potwierdzeniem wszystkiego złego, co było w tamtym układzie[18].